# Эффект первенства
Под эффектом первенства принято понимать склонность оценивать изначально произошедшие события как более значимые на фоне всех событий, случившихся позднее. Иными словами, человеку свойственно помнить события и явления, происходившие в начале какого-либо условного процесса лучше, чем те, что случились в его середине или конце. Существует эффект последовательного расположения, характеризующийся тем, что первый и последний элементы серии запоминаются лучше, чем средние.
На практике эффект первенства находит отражение в восприятии человеком окружающей действительности.  Человек, сталкиваясь с объектом, который когда-то уже произвел на него впечатление, вспоминает самые первые ощущения и руководствуется ими, делая заключения и выводы.
С точки зрения социологии изучение данного феномена интересно тем, что ежедневно индивидуумы сталкиваются с его воздействием при взаимодействии с другими членами общества. Человеку свойственно оправдывать все дальнейшие действия окружающих его людей их первоначальными манерами, поступками и словами вне зависимости от давности первого контакта.

## История изучения
Задолго до того, как эффект первенства был официально закреплен в науке[какой?] и доказан[кем?] эмпирически, его упоминания встречались в научных работах теоретического характера, одним из авторов которых является  М. Лундт. Он описал так называемый закон предшествования ещё в 1925 году. Первые попытки прикладного исследования данного феномена связывают с именем Соломона Аша, который в 1946 году выдвинул теорию о том, что первое сообщение оказывает на человека более сильное впечатление, чем все последующие, искажая процессы восприятия действительности.
История глубинных эмпирических исследований эффекта первенства начинается со второй половины XIX века, когда он стал объектом изучения экспериментальной психологии. Первые фундаментальные прикладные исследования относятся к семидесятым-восьмидесятым годам XIX века. В то время основное внимание исследователей было направлено на изучение особенностей работы механической памяти, в первую очередь – позиционному эффекту.
По мере появления новых сведений о закономерностях функционирования памяти человека изучение эффекта первенства обрастает методологией. В течение всего XX века появляются новые, все более совершенные приемы установления связей и закономерностей между явлениями позиционного эффекта, например, метод «свободного ответа».
В XX веке большое количество исследований, основанных на уже проработанной методологической базе, имели своей главной целью выявить факторы, определяющие степень влияния эффекта первенства на качество воспроизведения запоминаемого ряда. Изучением феномена стали интересоваться не только представители психологической науки, но и социологи, политологи, педагоги, криминологи и т. д.
На сегодняшнее время по-прежнему появляются научные труды, изучающие промежутки времени, необходимые для запоминания информации, роль первого впечатления, влияние первичного опыта на принятие последующих решений, методы третирования памяти и другие.

## Критика и альтернативные точки зрения
Поскольку описание эффекта первенства А. Соломона, было недостаточно проработано, его точка зрения подверглась критике. Так, по мнению К. Ховланда, предложенная Соломоном теория упускает такие важные факторы, как мировоззрение, уровень образования и кругозор испытуемых. Кроме того, теория Соломона критиковалась за отсутствие границ между эффектами первичности и новизны. Границу между этими явлениями удалось установить Н. Миллеру и Д. Кэмпбеллу, а более масштабные эмпирические исследования принадлежат Г.Эббингаузу.
Итак, немецкий психолог Г. Эббингауз, изучая закономерности функционирования механической памяти, смог экспериментально доказать и обосновать существование эффекта первичности. Результатом его экспериментов стало обоснование существования, так называемого, позиционного эффекта памяти. Согласно Г. Эббингаузу, существует два позиционных эффекта: первичности (он же – эффект первенства) и недавности. Эффект первичности характеризуется более успешным воспроизведением элементов, расположенных в начале списка, а эффект недавности – более высоким уровнем запоминания последних позиций списка.
Эксперименты Г. Эббингауза привлекли широкое внимание научного сообщества, в первую очередь, психологов и социологов, продолживших исследования в данном направлении. Практически одновременно с ним ряд исследователей предпринимали попытки объяснить эффект первенства посредством приема, получившего название «свободного ответа». При помощи этой методики Д. Броди и Б. Мердоку удалось установить взаимозависимость между эффектами «первенства» и «недавности».
Подобные эксперименты стали особенно популярны в конце XX – начале XXI века. Е. Колуччия, Н. Гамбоз, М. Брандимонте как представители современного этапа исследований памяти объясняют феномен свободного ответа тем, что участникам эксперимента сложно запомнить информацию без каких-либо подсказок и предупреждений о предстоящем задании.
Данной закономерности предшествовало открытие иной особенности устройства человеческой памяти - эксперименты конца XX века выявили, что участники, осведомленные о предстоящем тестировании по списку, стремятся повторять называемые предметы по мере их представления. То есть, повторяя предметы в заданной последовательности, испытуемые каждый раз добавляют к заученному ряду вновь услышанные предметы, тем самым постепенно удлиняя заученный ряд.
В ходе подобных экспериментов было установлено, что эффект первичности влияет на ответы сильнее в том случае, если между добавлением новых предметов проходит достаточно длинный отрезок времени, позволяющий чаще повторять последовательность предметов (Д. Риндус, А. Гленберг, M. Брэдли, Дж.Стивенсон, M. Ткачук, А. Гретц).
Сегодня интерес исследователей направлен на изучение влияния эффекта первенства на принятие решений (в политической, педагогической, профессиональной, социальной и иных сферах жизнедеятельности). В 2013 году Ш. Ханан, Т. Нейман и И. Левенштейн установили влияние эффекта первичности на результаты обучения, используя принцип оперантной обусловленности (процесс обучения, посредством которого поведение обучаемого корректируется поощрением или наказанием). Кроме того, было выявлено влияние первого опыта, полученного в какой-либо деятельности, на принятие решений в последующих аналогичных ситуациях – полученный ранее опыт может стать причиной недооценки последующих событий.

## Последствия обнаружения феномена
Последствия открытия феномена края, составляющей которого является эффект первенства, можно разграничить на несколько групп. К первой следует отнести развитие идей об особенностях памяти Г. Эббингауза как основателя феномена, ко второй – появление новых направлений научных исследований, базисом для которых послужили его открытия, изложенные в исследовании «О памяти».
Итак, сам Г. Эббингауз, опираясь на феномен края, проводя эксперименты на самом себе, показал существование кривой забывания, которая наряду с кривой заучивания стала классической детерминантой, часто используемой в качестве основы при отработке профессиональных навыков и решении ряда психологических проблем. В ходе изучения феномена края им были разработаны математические модели памяти и показан их нелинейный характер. Был обнаружен факт упражняемости памяти, а вместе с тем - предложены специальные методы для лучшего сохранения информации в памяти и несколько методик, с помощью которых можно исследовать эти процессы. Кроме того, в ходе изучения памяти был обнаружен «эффект затаптывания следов», заключающийся в том, что при контакте с новой информацией похожей на полученную ранее более старая информация искажается или в принципе стирается из памяти.
В дальнейшем данные, полученные Г. Эббингаузом, получили новое развитие, дополняясь в работах других исследователей. В частности неоднократно было доказано, что элементы материала, находящиеся в его начале и конце, запоминаются значительно лучше, а вероятность сохранения в памяти нескольких первых элементов ряда значительно больше вероятности сохранения средних элементов. Кроме того на основе феномена, выявленного Г. Эббингаузем, был обнаружен один из наиболее известных феноменов сохранения и забывания в памяти, получивший название эффекта Зейгарник, выведен «закон Йоста».
Широкое развитие получили медицинские исследования, в частности посвящённые случаям амнезии и сопутствующим ей закономерностям, динамике забывания. Со временем добытая теоретико-экспериментальная база была существенно дополнена З. Фрейдом, который вывел закон мотивированного забывания, породив новый интерес к психологической составляющей памяти.

## Выражение в массовой культуре
Самое массовое проявление использования эффекта первенства можно наблюдать в экономической сфере общественной жизнедеятельности, а именно - в маркетинге. Зная о достоинствах продаваемого продукта, которые качественно отличают его от продукции конкурентов, маркетолог помещает их в начало или конец материала, адресованного потребителю или покупателю.
В политике эффект первенства используется в пропаганде по принципу «политик, первым озвучивший своё слово, всегда прав». Кандидат, который первым убедил избирателей в неминуемости собственной победы, заведомо закрепляется в общественном сознании как победитель.
В СМИ эффект первенства имеет непосредственное отношение к термину «постправда». В условиях, когда «фейковые новости» уже взбудоражили общественность, эффект от последующих публикаций истинной информации является незначительным.
Описание актов искажения памяти встречается и в искусстве. Так, например, И. Г. Гёте принадлежат строки: «Мы очень податливы на первое впечатление и готовы поверить всему самому неправдоподобному, оно сразу же прочно внедряется в нас…».
Ежедневно эффект первичности проявляется в бытовых ситуациях, происходящих в социуме. Так, например, руководители компаний чаще всего воспринимают своих подчиненных на основе впечатлений, полученных ещё на собеседовании.
Очень часто с данным феноменом сталкиваются учащиеся и представители профессий, связанных с необходимостью запоминания большого объёма последовательной информации.